# Sora (Catalogne)
Pour les articles homonymes, voir Sora.
Sora est une commune de la province de Barcelone, en Catalogne, en Espagne, de la comarque d'Osona.